# Tony Tollet
Jean Jules Antoine Tollet, genannt Tony Tollet (* 6. November 1857 in Lyon, Département Rhône; † 25. Januar 1953 ebenda) war ein französischer Maler.

## Leben und Wirken

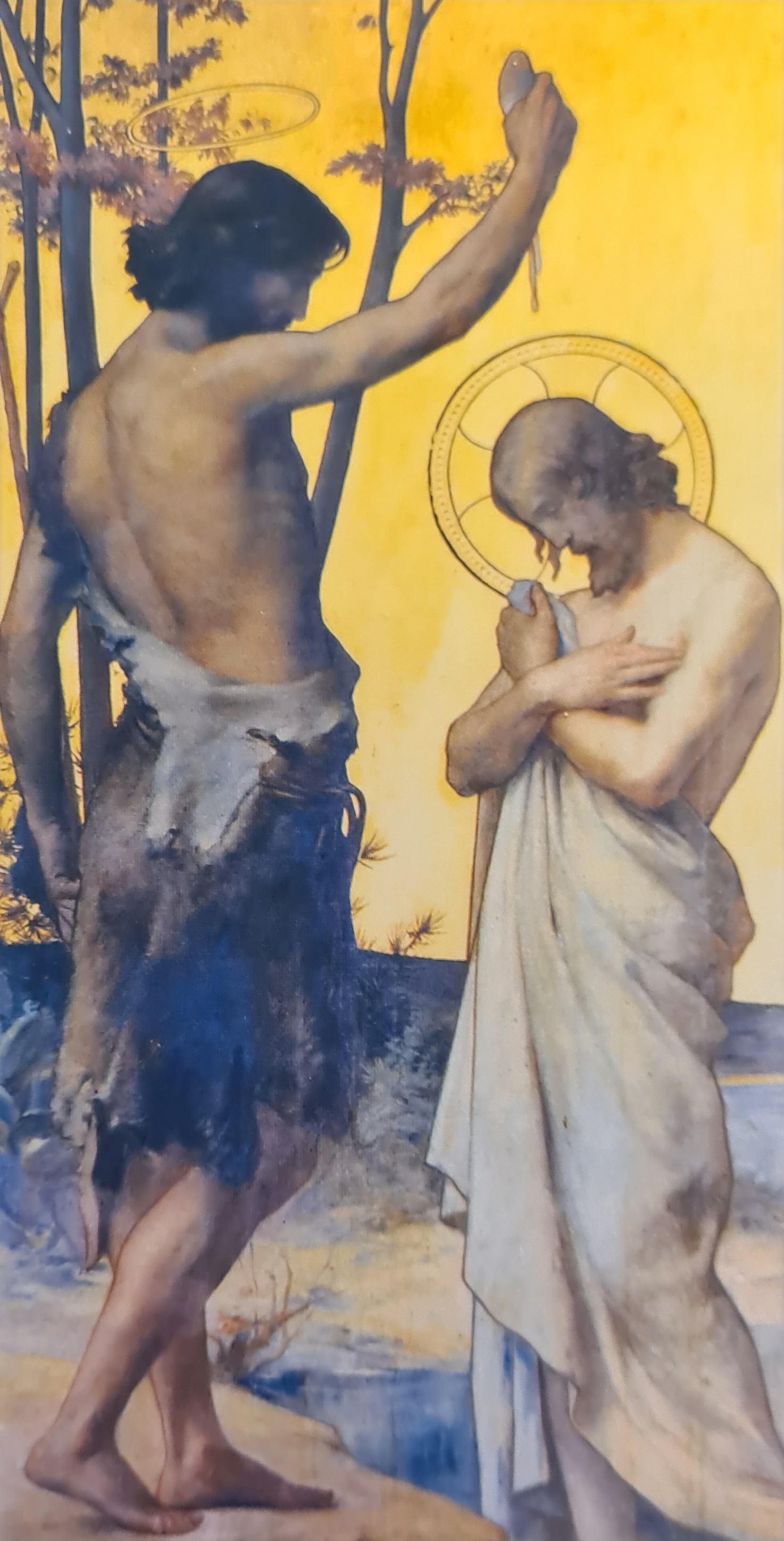
Bautismo de Cristo (Kathedrale in Lyon, Frankreich)

Seinen ersten künstlerischen Unterricht bekam Tollet in seiner Heimatstadt. Mit sechzehn Jahren kam Tollet 1873 nach Paris und wurde an der École des Beaux-Arts (EBA) angenommen. Seine Lehrer waren meisteils Alexandre Cabanel (1823–1889), Jean-Baptiste Danguin (1823–1894) und Michel Dumas (1812–1885).
Tollet kehrte bald schon in seine Heimatstadt zurück, da seine Mutter im Sterben lag. 1890 heiratete er dort Jeanne Pailleux und hatte mit ihr sechs Kinder. Er eröffnete ein großes Atelier, in der er immer wieder auch Schüler unterrichtete.
Er war bereits lange Zeit Mitglied der Société des Beaux-Arts, als er dort 1923 zu deren Präsident berufen wurde. Zwischen 1928 und 1929 leitete er parallel dazu auch die Académie de Lyon.
Tollet starb am 25. Januar 1953 in seiner Heimatstadt und fand dort auch seine letzte Ruhestätte.

## Rezeption
Tollet fand schon früh zu einem eigenen Stil und zählt als wichtiger Vertreter der Lyoner Schule.

## Ehrungen
- 1885 Prix de Rome, 2. Klasse
- 1914 Komtur des Nischan el Iftikhar
- 1925 Chevalier der Ehrenlegion
- 1930 Chevalier des Gregoriusordens.[1]
- Die Rue Tony Tollet in Lyon (2. Arrondissement) wurde nach ihm benannt.

## Werke (Auswahl)
- Flore. Symbole du printemps.
- Portrait de femme à la robe bleue.
- Reve d'artiste.
- La mort d'Arthus.
- Thémistocle au foyer d'Admète.
- La denier de la veuve.